# Lista de seleções participantes no Campeonato Europeu de Futebol de 1964
O Campeonato Europeu de Futebol de 1964 foi disputado na Espanha por 8 selecções de futebol.